# Ruperto Ovalle y Vicuña
Ruperto Ovalle y Vicuña;  (Santiago, 1830 - 1917). Agricultor y político liberal chileno. Hijo de Francisco Javier Ovalle Errázuriz e Isabel Vicuña Aguirre. Fue soltero.
Educado en el Instituto Nacional. Se dedicó a las actividades agrícolas, en Catapilco y Zapallar.
Fue elegido Diputado suplente por Quillota (1867) y por Petorca (1870), pero nunca ocupó la titularidad.
El Presidente José Joaquín Pérez lo convocó a una comisión que formulara un reglamento para determinar la manera adecuada para hacer las exposiciones públicas de septiembre y enero de 1869, donde se hablaría de animales y maquinarias de labranza, respectivamente.
Miembro del Partido Liberal Democrático. Elegido Diputado por Petorca y La Ligua (1891-1894), participó de la comisión permanente de Policía Interior.
Fue un hombre que amasó gran fortuna. Compró un palacio en la calle Compañía de Jesús, donde reunión una galería de cuadros y esculturas, uno de los tesoros artísticos de Santiago. Ese mismo palacio, y su casa particular, fueron saqueados por los subversivos (1891) por ser un seguidor de las ideas de José Manuel Balmaceda.